# إيفان ميلوسافلجيفيتش (لاعب كرة قدم)
إيفان ميلوسافلجيفيتش (بالصربية السيريلية: Иван Милосављевић)‏ هو لاعب كرة قدم صربي، ولد في 19 مارس 2000 في كراغوييفاتس في صربيا.

## وصلات خارجية
- إيفان ميلوسافلجيفيتش (لاعب كرة قدم) على موقع الاتحاد الأوربي (الإنجليزية)
- إيفان ميلوسافلجيفيتش (لاعب كرة قدم) على موقع قاعدة بيانات كرة القدم.إي يو (الإنجليزية)
- إيفان ميلوسافلجيفيتش (لاعب كرة قدم) على موقع Soccerway.com (الإنجليزية)
- إيفان ميلوسافلجيفيتش (لاعب كرة قدم) على موقع عالم كرة القدم.نت (الإنجليزية)